# Felice Ficherelli
Felice Ficherelli, detto il Riposo (San Gimignano, 30 agosto 1605 – Firenze, 5 marzo 1660), è stato un pittore italiano.

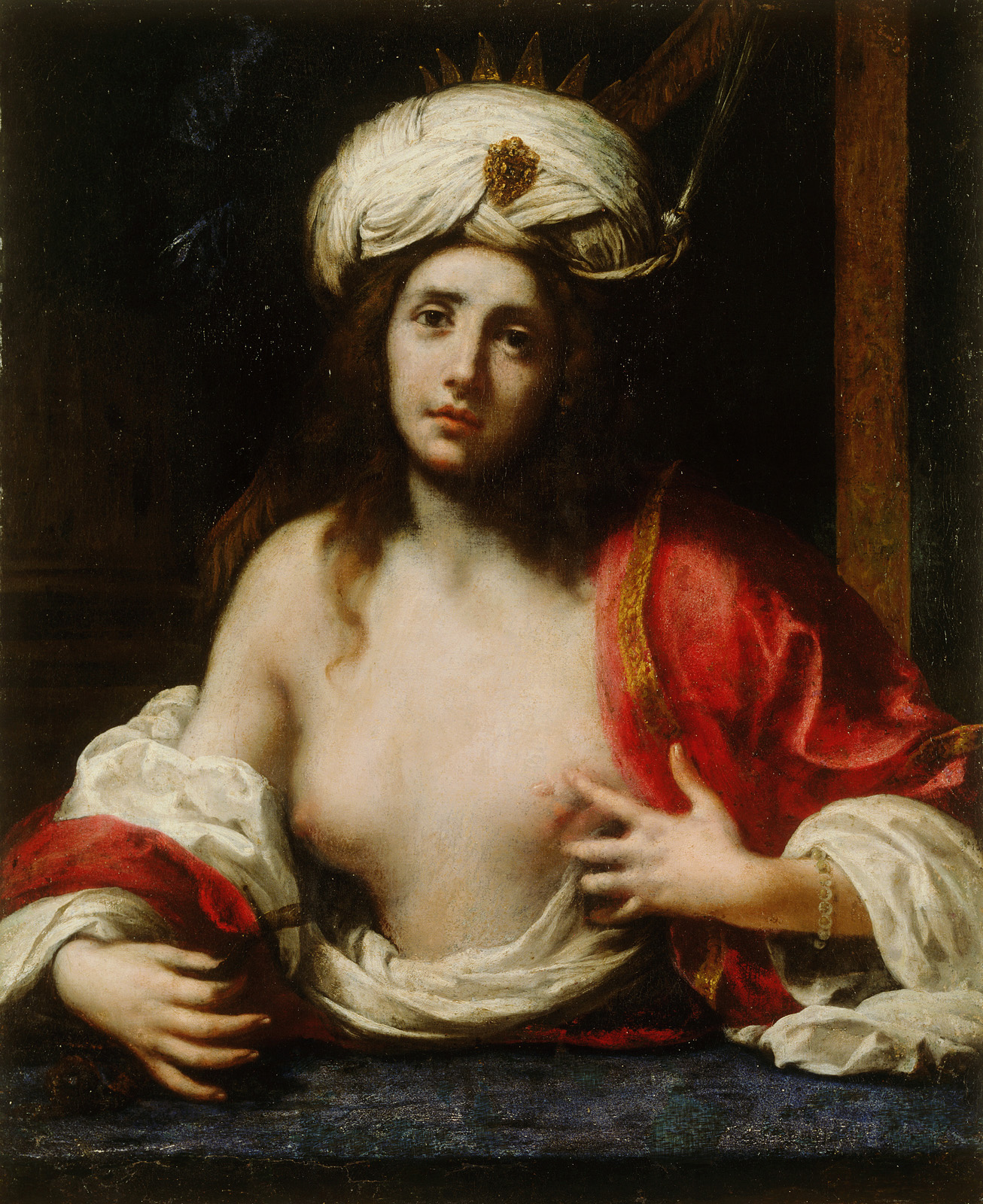
Morte di Cleopatra, Galleria nazionale della Slovenia

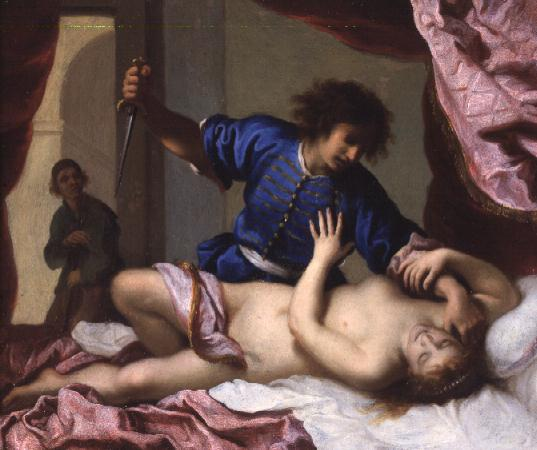
Tarquinio e Lucrezia, Wallace Collection

Allievo dell'Empoli, lavorò principalmente in Toscana.

## Biografia
Le sue notizie biografiche sono note soprattutto grazie alla biografia scritta da Filippo Baldinucci, che chiarisce anche come per il carattere "tanto quieto e amico del suo comodo" si fosse guardagnato il soprannome del "Riposo". Tale fonte però è ricca soprattutto di elementi aneddotici e scarse sono le date sicure, tantomeno quelle ricavate da documenti, anche nell'assenza di opere firmate e datate.
Nato da un certo Ottaviano, si recò a Firenze giovanissimo, dove trovò protezione sotto il conte Alberto d'Ottavio Bardi di Vernio, all'epoca "cavallerizzo maggiore" del cardinale Carlo de' Medici. Fu proprio il conte che si interessò per metterlo a bottega da Jacopo da Empoli, allora uno dei più quotati pittori attivi sulla scena fiorentina. In quegli anni di apprendistato sono ricordate delle copie degli affreschi di Andrea del Sarto nel Chiostro dei Voti, destinate al suo protettore e oggi perdute.
Nel 1629 si iscrisse all'Accademia dell'Arte del Disegno, di cui fu poi console nel 1652. Nel frattempo, nel 1632, alla morte del suo protettore Alberto de' Bardi ebbe il privilegio, grazie a una precisa disposizione testamentaria, di poter continuare a essere liberamente ospite di casa Bardi, con il solo obbligo di realizzare ogni anno un quadro per la famiglia. Infatti molte sue opere sono state, fino a tempi recenti del Novecento, di proprietà dei discendenti Bardi, come il Rinaldo e Armida che passò in asta nel 1990 e che venne acquistato dalla Cassa di Risparmio di Prato (le cui raccolte sono oggi alla galleria di palazzo Alberti a Prato). Tale grande tela, riferibile al 1654, faceva coppia con un altro soggetto letterario (Amarilli, Mirtillo, Corsica e le ninfe) di Orazio Fidani.
A una fase più tarda sono riferibili opere come la copia dell'Apparizione della Vergine a san Bernardo del Perugino (1655-1656) per la cappella Nasi in Santo Spirito, arricchita per l'occasione da due laterali con i santi Francesco e Antonio da Padova. Al 1654-1657 è riferibile la Madonna che offre il Bambino a sant'Antonio coi santi Francesco e Nicola per la chiesa di Sant'Egidio a Firenze (per lo spedalingo Ludovico Serristori), al 1655 circa la Santa Cecilia nella chiesa di San Giovanni Battista a Livorno (da Sant'Agostino), e al 1657-1659 una serie di lavori per la certosa di Firenze, in particolare a due altari per il coro dei conversi (Sant'Antonio da Padova, opera perduta, e una Madonna che appare a san Filippo Neri, in cattivo stato di conservazione).
A parte queste opere religiose, la produzione del Ficherelli è in massima parte legata a opere destinate alla decorazione privata, di soggetto sia sacro che profano, ma sempre in chiave essenzialmente profana. In tale produzione è accostabile al coetaneo Francesco Furini e a Cecco Bravo. Si possono elencare esempi quali il Sacrificio di Isacco, la Giuditta e Oloferne (entrambi in collezioni private), la Giaele e Sisara dei Depositi delle Gallerie fiorentine, la Sant'Agata appartenuta a Francesco Redi (Digione, Musée Magnin) e il Martirio di sant'Agata per il cavalier Serzelli (Firenze, collezione privata). Lo stesso Serzelli ne possedeva un'opera giovanile, la Cacciata dei progenitori dal paradiso terrestre, di cui si persero le tracce nel 1892, noto però da almeno un'altra versione comparsa sul mercato antiquario romano. 
Nelle migliori opere il forte senso drammatico è reso dai gesti enfatici dei protagonisti e dalle espressioni intense, che si sposano con un forte contrasto tra luci ed ombre, ingentilito però da una resa morbida dei volumi grazie a una pennellata smorzata. L'effetto di ambigua contraddittorietà dà origine a forme di grande raffinatezza, come il Tarquinio e Lucrezia dell'Accademia di San Luca a Roma (e nota in varie repliche) o Giulia che riceve la veste insanguinata di Pompeo (Genova, collezione privata).
Quest'ultima opera era nelle collezioni fiorentine dei Bardi Serzelli, assieme a una Santa Prassede che è forse oggi l'opera più nota del pittore, se non altro perché ebbe una copia "illustre" firmata da Johannes Vermeer nel 1655 (anche se su tale firma esistono dubbi di interpretazione). Nella Santa Prassede, rappresentata mentre versa in un recipiente il sangue di un compagno martirizzato raccolto con una spugna, il soggetto cruento è addolcito da un senso di pietà nell'espressione e dalla rappresentazione di una donna contemporanea, perfettamente abbigliata secondo la più sensuale moda cortigiana.
Verso il 1650 tali temi sensuali, comuni al Furini, sono pressoché abbandonati, avvicinandosi di più alla tragicità pessimistica di Cecco Bravo, da cui riprese anche una pennellata più sfatta e ricca di chiazze baluginanti: tra gli esempi l'Allegoria della Pazienza (Firenze, collezione privata), l'Artemisia (in ottagono, Firenze, collezione privata), la Sofonisba in atto di prendere il veleno (Mc Corquodale, 1979).
L'ultima fase, legata agli ultimi cinque/sei anni di vita, è stata definita "neoempolesca", perché recupera la chiarezza e la semplicità delle opere del suo primo maestro.
Fu sepolto in Santa Maria sopr'Arno a Firenze, chiesa patronata dalla famiglia Bardi e oggi non più esistente.